# Ogata Kōan
Pour les articles homonymes, voir Ogata.
Ogata Kōan est un nom japonais traditionnel ; le nom de famille (ou le nom d'école), Ogata, précède donc le prénom (ou le nom d'artiste).
Ogata Kōan (13 août 1810 - 25 juillet 1863) est un médecin japonais qui a vécu pendant l'époque d'Edo.
Il est connu pour avoir importé au Japon des connaissances médicales occidentales durant la période isolationniste (la "médecine néerlandaise", voir Rangaku), et pour avoir fondé l'école néerlandaise Tekijuku, qui deviendra en 1938 l'université d'Osaka.

## Biographie
Kōan Ogata naît en 1810 dans une famille de guerriers du han d'Ashimori, dans la province de Bitchū (aujourd'hui dans la région de Chūgoku). Il étudie tout d'abord la médecine à Ōsaka, puis se rend à Edo où il poursuit ses études auprès de Shindō Tsuboi et de Genshin Udagawa (qui lui enseigne la pharmacopée), tous deux spécialistes de la médecine occidentale. Il se rend ensuite à Nagasaki en 1836, où le chef du comptoir néerlandais Johannes Erdewin Niemann termine son enseignement.

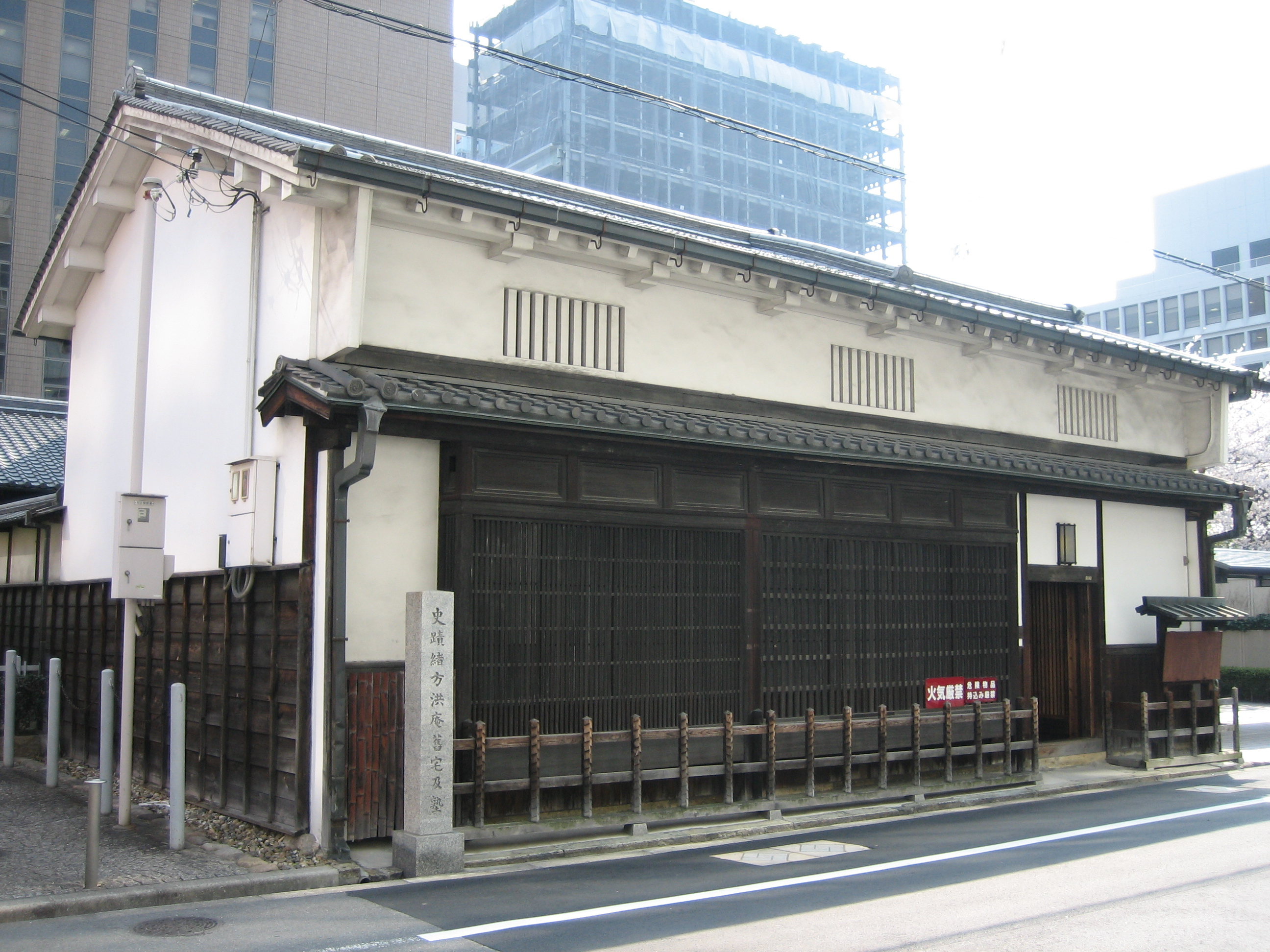
Tekijuku.

En 1838, Kōan Ogata s'installe comme médecin à Ōsaka et fonde le Tekijuku, un cours d'études néerlandaises où il formera des élèves pendant 24 ans. Bon nombre d'entre eux accéderont à la renommée et joueront un rôle important dans l'histoire du Japon. Il écrit par ailleurs plusieurs ouvrages, dont "comment soigner le choléra", compilation de diverses méthodes - notamment en provenance d'Europe - qu'il avait rassemblée en hâte et qu'il publie durant la grande épidémie de choléra de 1858. Il lutte également pour imposer la vaccination contre la variole, cible de nombreux préjugés.
En 1862 il se rend à Edo, ayant été nommé médecin personnel du shōgun Iemochi Tokugawa. Il y prend également en charge l'enseignement au sein de l'institut shōgunal de médecine occidentale, dont il devient le directeur. Il meurt quelques mois plus tard, le 25 juillet 1863.
La demeure de Kōan Ogata existe toujours dans la ville basse d'Ōsaka. Bâtie dans le style classique du XVIIIe siècle, ses étudiants ont laissé leur trace sur le poteau central de la salle de classe du premier étage, en l'entaillant avec leurs épées.

## Étudiants célèbres
Le Tekijuku a accueilli d'illustres étudiants, parmi lesquels : 
- Yukichi Fukuzawa, grand penseur de l'ère Meiji.
- Sanai Hachimoto, connu pour ses idées progressistes.
- Sensai Nagayo, médecin qui exercera d'importantes responsabilités.
- Masujirō Ōmura, qui réformera le système militaire japonais.
- Keisuke Ōtori, célèbre diplomate.
- Tsunetami Sano, homme politique et fondateur de la Croix-Rouge japonaise.
- Ayasaburō Takeda, architecte et navigateur.
- Ryōan Tezuka, aïeul du mangaka Osamu Tezuka.

## Ouvrages
- Le Byōkagutsūron, premier traité de pathologies à être publié au Japon, en 1849.
- Fu-shi keiken ikun, ou "leçons tirées de l'enseignement de M. Hufeland", traduction de l'œuvre du médecin allemand publiée entre 1856 et 1861.
- Korera chijun, ou "comment soigner le choléra", publié en 1858.